# Liste der Störquerungen
Die Liste der Störquerungen zeigt die Übergänge über die Stör. Darunter befinden sich zwei Klappbrücken (eine über das Störsperrwerk) und eine von zwei Seilfähren in Schleswig-Holstein. Auf Karten von 1893 sind ab der Klappbrücke Heiligenstedten vier Fähren bis zur Mündung verzeichnet.
| Nr. | Foto           | Nutzung                                                  | Gemeinde/Stadtteil, Lage            | Bemerkungen |
| --- | -------------- | -------------------------------------------------------- | ----------------------------------- | --- |
| 1   |                |                                                          | Groß Kummerfeld Standort            | |
| 2   |                |                                                          | Groß Kummerfeld Standort            | |
| 3   | Weitere Bilder | Straße (K 38)                                            | Groß Kummerfeld Standort            | |
| 4   |                | Fußweg?                                                  | Neumünster Standort                 | gesperrter Privatweg an der Papiermühle, im Sommer durch Bewuchs nicht einsehbar |
| 5   | Weitere Bilder | Fußweg                                                   | Neumünster Standort                 | |
| 6   | Weitere Bilder | Privatweg; Bohlenweg ohne Geländer zwischen zwei Feldern | Neumünster Standort                 | |
| 7   | Weitere Bilder | Straße (L 322)                                           | Neumünster Standort                 | |
| 8   | Weitere Bilder | Fußweg                                                   | Neumünster Standort                 | |
| 9   | Weitere Bilder | Fußweg                                                   | Neumünster Standort                 | |
| 10  | Weitere Bilder | Fußweg                                                   | Neumünster Standort                 | |
| 11  | Weitere Bilder | Straße (K 18)                                            | Neumünster Standort                 | |
| 12  | Weitere Bilder | Eisenbahn                                                | Neumünster Standort                 | Eisenbahnbrücke für die Bahnstrecke Neumünster–Bad Oldesloe und die AKN Eisenbahn |
| 13  | Weitere Bilder | Fußweg                                                   | Neumünster Standort                 | |
| 14  | Weitere Bilder | Fußweg                                                   | Neumünster Standort                 | |
| 15  | Weitere Bilder | Straße (L 139)                                           | Neumünster Standort                 | Neben der Hauptbrücke im Verlauf der Landesstraße 139 über die Stör in Neumünster gibt es eine weitere, schmalere Fußgängerbrücke.                                                      |
| 16  | Weitere Bilder | Fußweg                                                   | Neumünster Standort                 | |
| 17  | Weitere Bilder | Straße (K 9)                                             | Neumünster Standort                 | |
| 18  | Weitere Bilder | Fußweg                                                   | Neumünster Standort                 | |
| 19  | Weitere Bilder | Eisenbahn Fußweg                                         | Neumünster, Padenstedt Standort     | Eisenbahnbrücke für die Bahnstrecke Hamburg-Altona–Neumünster Unterhalb der Eisenbahnbrücke befindet sich eine aufgehängte Fußgängerbrücke, die drei verschiedene Wanderwege verbindet. |
| 20  | Weitere Bilder | Fußweg                                                   | Padenstedt Standort                 | |
| 21  |                | Straße (A 7)                                             | Padenstedt, Ehndorf Standort        | |
| 22  | Weitere Bilder | Straße                                                   | Padenstedt, Ehndorf Standort        | |
| 23  |                | Privater Übergang zwischen zwei Feldern                  | Padenstedt, Ehndorf Standort        | |
| 24  | Weitere Bilder | Straße (K 12)                                            | Ehndorf, Arpsdorf Standort          | |
| 25  | Weitere Bilder | Wirtschaftsweg                                           | Sarlhusen Standort                  | |
| 26  | Weitere Bilder | Straße (L 122)                                           | Willenscharen Standort              | Die Brücke liegt direkt am Wallberg Willenscharen, einer frühgeschichtlichen Burg. |
| 27  | Weitere Bilder | Straße                                                   | Fitzbek, Brokstedt Standort         | Die Pionierbrücke verbindet die Orte Fitzbek und Brokstedt. Alle zwei Jahre wird an dieser Stelle das Brückenfest gefeiert.                                                             |
| 28  | Weitere Bilder | Straße                                                   | Fitzbek Standort                    | |
| 29  | Weitere Bilder | Straße                                                   | Rosdorf Standort                    | |
| 30  | Weitere Bilder | Fußweg                                                   | Kellinghusen Standort               | Es gibt zwei Fußgängerbrücken über die Stör in Kellinghusen. Diese liegt wenige Meter nördlich des „Kleinen Rensinger Sees“.                                                            |
| 31  | Weitere Bilder | Fußweg                                                   | Kellinghusen Standort               | Es gibt zwei Fußgängerbrücken über die Stör in Kellinghusen. Diese verbindet die Straße „Am Tonhafen“ mit dem „Störweg“ am anderen Ufer.                                                |
| 32  | Weitere Bilder | Straße (K 65)                                            | Kellinghusen Standort               | |
| 33  | Weitere Bilder | Straße (B 206)                                           | Kellinghusen Standort               | |
| 34  | Weitere Bilder | Straße (L 115)                                           | Kellinghusen, Wittenbergen Standort | |
| 35  | Weitere Bilder | Straße (L 118)                                           | Oelixdorf, Breitenburg Standort     | Die Brücke in Breitenburg mit dem Namen Breitenburger Fähre |
| 36  |                | Straße (B 77)                                            | Itzehoe Standort                    | Delftorbrücke |
| 37  |                | Eisenbahn                                                | Itzehoe Standort                    | Eisenbahnbrücke für die Marschbahn (ehemals eine Drehbrücke) |
| 38  | Weitere Bilder | Straße (A 23)                                            | Itzehoe, Heiligenstedten Standort   | Autobahnbrücke A 23 |
| 39  | Weitere Bilder | Straße (K 61)                                            | Heiligenstedten Standort            | Klappbrücke in Heiligenstedten |
| 40  | Weitere Bilder | Straße                                                   | Beidenfleth, Bahrenfleth Standort   | Seilfähre Else |
| 41  |                | Nicht mehr vorhanden                                     | Borsfleth, Wewelsfleth Standort     | Bis 1980 gab es dort eine Fähre. Mit dem Bau des Störsperrwerks wurde der Betrieb eingestellt.                                                                                          |
| 42  | Weitere Bilder | Straße (B 431)                                           | Borsfleth, Wewelsfleth Standort     | Klappbrücke auf dem Störsperrwerk |